# Helodon rezidentsii
Helodon rezidentsii är en tvåvingeart som beskrevs av Yankovsky 2000. Helodon rezidentsii ingår i släktet Helodon och familjen knott. Inga underarter finns listade i Catalogue of Life.